# Siemens Trainguard MT
Siemens Trainguard MT ist ein CBTC-System (Communication-Based Train Control) von Siemens Mobility. Je nach Ausrüstungsstand erlaubt Trainguard halbautomatisches Fahren (GoA2, mit Fahrer) oder vollautomatisches Fahren (GoA4, ohne Fahrer). Bei einigen System können auch vollautomatische Züge gemeinsam mit teilautomatisierten verkehren.
Mit Trainguard werden zahlreiche U-Bahn-Linien weltweit betrieben, darunter die Linien 2 und 3 der U-Bahn Nürnberg, Linien der Métro Paris, die Canarsie Line der New York City Subway und in Budapest. Zudem wird der S-tog in Kopenhagen, der Teil des dänischen Eisenbahnnetzes ist, mit Trainguard gesteuert.